# Podvobraz
Podvobraz, týdeník humoru byl humoristický časopis, který vycházel od června 1993 do května 1994. Vydávalo ho nakladatelství a vydavatelství Ivo Železný, jeho šéfredaktorem byl Václav Hradecký. Redakci tvořili Petr Drábek (grafik), Jiří Medek (literární redaktor), Zdeněk Michora (reportáže, publicistika), Zdena Turčičová (publicistika) a Mirka Vopavová (publicistika).

## Historie časopisu Podvobraz, týdeník humoru
Časopis Podvobraz založila skupina lidí, která odešla z časopisu Nový Dikobraz, týdeník humoru a satiry (poslední Nový Dikobraz vyšel 26. 5. 1993). Jednalo se o šéfredaktora Václava Hradeckého s celou redakcí a týmem autorů, včetně těch nejuznávanějších českých kreslířů – Jiří Winter Neprakta, Vladimír Jiránek, Jan Vyčítal, Petr Urban, Miroslav Barták, Michal Hrdý, Jiří Slíva, Vladimír Renčín ad. Důvodem byly koncepční neshody s vydavatelem Nového Dikobrazu; vadilo jim, že do týdeníku přidal dTest (časopis pro hodnocení zboží), chtěl časopis předělat na bulvární týdeník s humorem, navýšil počet stran z šestnácti na třicet dva, s čímž navýšil i podíl inzerce a cenu časopisu z 5 Kč na 9,50 Kč. Chtěli vydávat týdeník u jiného vydavatele a vrátit se k původnímu názvu Dikobraz, nepodařilo se jim však získat práva na použití jeho názvu. Přešli do nakladatelství a vydavatelství Ivo Železný a založili konkurenční časopis Podvobraz, jehož název měl evokovat název časopisu Dikobraz. První číslo týdeníku vyšlo 7. 6. 1993, mělo šestnáct stran a stálo 6,90 Kč. Podvobraz měl v logu ježka Frantu Bodlína, jehož autorem je Václav Hradecký. Týdeník vycházel z koncepce Nového Dikobrazu, ale měl modernější vizuální podobu, nové rubriky a nové soutěže pro čtenáře i kreslíře, např. soutěž o nejlepší recept na sebevraždu (Jak nejlíp skoncovat se životem). Do časopisu kromě uznávaných českých a slovenských kreslířů přispívali taky oblíbení autoři psaného slova Ivan Kraus, Alex Koenigsmark, Miloslav Švandrlík, Gabriel Laub, dále pak např. Petr Hajn, Jiří Peška, Jan Pinkava, Karel Vrána, Eva Michorová, Pavel Landa. Humornou poezii v časopisu publikovali např. Jiří Žáček, Aleš Kovanda, Petr Zavoral, Antonín Pokorný, aforismy dodával např. Roman Kozel.
Od prvního čísla měl týdeník problém s distribucí, největší distributor tiskovin v republice PNS (První novinová služba) si objednal malý počet výtisků a objednávky menších distributorů nestačily pokrýt náklady vydavatele. Týdeníku klesal náklad, stoupla cena a po roce musel nakladatel Ivo Železný jeho vydávání ukončit. Poslední číslo vyšlo 30. 5. 1994, jeho cena byla 8,90 Kč.

## Seznam kreslířů časopisu Podvobraz, týdeník humoru
Jiří Anděl, Miroslav Barták, Zdeněk Bárta, Jiří Bernard, Karel Bláha, Josef Brožek, Jiří Daněk, Jaroslav Dodal, Jaroslav Dostál, Marek Douša, Luboš Drastil, Oldřich Dvořák, Vladimír Dvořák, Tomáš Gayer, Zdeněk Hofman, Václav Hradecký, Michal Hrdý, Jan Hrubý, Vladimír Jiránek, Ľubomír Juhás, Roman Jurkas, Miroslav Kemel, Karel Klos, Josef Kobra Kučera, Břetislav Kovařík, Ivan Kováčik, Ľubomír Kotrha, Pavel Kotyza, Lubomír Lichý, Václav Linek, Zdeněk Mareš, Pavel Matuška, Stanislav Mlynář, Neprakta – Švandrlík, NOS (Jiří Novák – Jaroslav Skoupý), Hana Novotná, Edmund Orián, Václav Ostatek, Jiří Petera, Jan Písařík, Jaroslav Plonka, Josef Pospíchal, Boris Pralovszký, Jaroslav Pružinec, Radovan Rakus, Vladimír Renčín, Martin Říčan, Marek Setíkovský, Jan Schinko, Miroslav Slejška, Jiří Slíva, Tomáš Souček, Radek Steska, Petr Urban, Jiří Vejdělek, Vrána (Lucie Seifertová, Karel Vrána), Jan Vyčítal, M. a D. Vydrovi, Petr Zadražil, Zdeněk Žáček, Petr Žaloudek a další.

## Historie časopisu Podvobraz aneb Český legračník
Druhým vydavatelem časopisu Podvobraz byl Ladislav Lamka – Česká reklamní pošta Ferda, který vydával časopis Český legračník. Oba tituly spojil do jednoho a koncem srpna 1994 vydal první číslo časopisu s názvem Podvobraz aneb Český legračník. Redakci časopisu řídil první dva měsíce vydavatel Ladislav Lamka, od devátého čísla ji řídil Tomáš Novotný. V tomto týdeníku se ze začátku ještě objevovaly kreslené vtipy a texty od části autorů původního Podvobrazu. Postupně se kresby některých z nich přestaly v tiskovině objevovat a na stránkách časopisu se stále častěji vyskytovala jména nových kreslířů, např. Jaroslav Cimprich, Bohumil Helvich, František Kratochvíl, Jan Křemen, Roman Kubec, Milan Lipovský, Milan Miklík, Miroslav Mrázek, Monika Tobischová, Vlasák – Maděra.
Podvobraz aneb Český legračník přestal z ekonomických důvodů vycházet v listopadu 1994, celkem vyšlo deset čísel tohoto časopisu.